# Drift trike
 (septembre 2015).

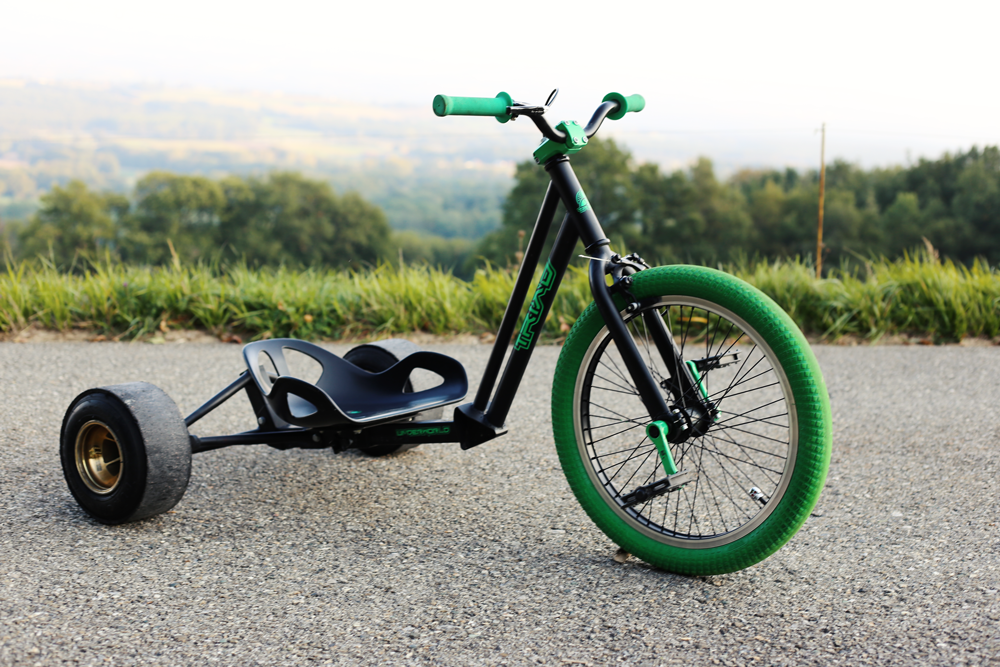
Un Drift Trike

Le Drift Trike est un sport de descente en tricycle sur bitume qui permet de dévaler des pentes en drift (une forme de dérapage). De par son côté ludique, sécuritaire et sensationnel, le sport s'est développé au cours des dernières années dans le monde entier.

## Historique
À l'origine, ce sont les « big wheels » des années 1970, alors destinés aux enfants qui font office de premier Drift Trike. Le Drift Trike tel qu'on le connaît aujourd'hui apparaît en Nouvelle-Zélande dans les années 2000. Il s'agissait alors d'un tricycle pour enfants que l'on a renforcé. Depuis, de nombreuses évolutions ont eu lieu, et plusieurs marques se sont spécialisées dans la discipline et proposent des cadres et pièces détachées spécialement étudiés et conçu pour la pratique du Drift Trike.

## Évolution
Le Drift Trike est constitué principalement d'un train avant de BMX (roue, pegs, fourche, douille de direction, potence, guidon et frein) sur lequel il vient souder un cadre. Le train arrière est en général constitué de jantes/pneus avant de karting emmanché dans une rondelle de PVC de diamètre 250 mm. Le siège est fixé directement sur le cadre.
- Drift Trike à inertie

Il s’agit de la version la plus classique. Il n'est pas motorisé, il peut être équipé de pédales à l'avant, ou de pegs (cale-pieds). Il se pratique en descente essentiellement.
- Drift Trike à moteur thermique

Le drift Trike peut être équipé d'un moteur thermique. Il est installé le plus souvent à l'arrière du trike. Équipé d'une poignée d'accélération, et d'un axe arrière spécifique, on obtient un Drift trike motorisé en propulsion. Une descente n'est alors plus nécessaire pour en profiter.
- Drift Trike électrique

Un Drift trike peut être équipé d'une roue avant incluant un moyeu électrique. On obtient un Drift Trike motorisé en traction. Une descente n'est alors plus nécessaire pour en profiter.

## Pratique
- En France

La pratique du Drift Trike est reconnue par la FFRS (Fédération Française Roller Sports) et la FNSI (Fédération Nationale des Sports d'Inertie) qui organisent des courses régionales. On peut y souscrire une licence et rejoindre un club affilié pour pratiquer le Drift Trike en compétition ou lors de manifestations encadrées.
- Dans le monde

La Sliderking qui a vu le jour en 2009 en Italie, organise et gère le seul championnat du monde de Drift Trike à travers 21 états en partenariat avec Red Bull.
- En Suisse

De nombreux clubs pratiquants voient le jour comme SemperFi Drift Trike, ou Canailles Drift Team.

## Figures
- Drift : déraper comme
- 360 degrés ou 3-6 : faire un tour sur soi-même.
- 720° : faire deux tours sur soi-même.
- 2 roues : lever une roue arrière.
- Stoppie : freiner très fort de l’avant pour lever le train arrière